# Daventry District
Daventry  var mellan 1974 och 2021 ett distrikt i Storbritannien. Det låg i grevskapet Northamptonshire och riksdelen England, i den södra delen av landet, 110 km nordväst om huvudstaden London. Distriktet hade 77 843 invånare (2011).
Den 1 april 2021 blev det en del av den nya enhetskommunen West Northamptonshire.